# Nowosełycia (rejon tiaczowski)
Nowosełycia (ukr. Новоселиця) – wieś na Ukrainie, w obwodzie zakarpackim, w rejonie tiaczowskim, w hromadzie Neresnycia. W 2001 liczyła 3120 mieszkańców.